# Brug 1134

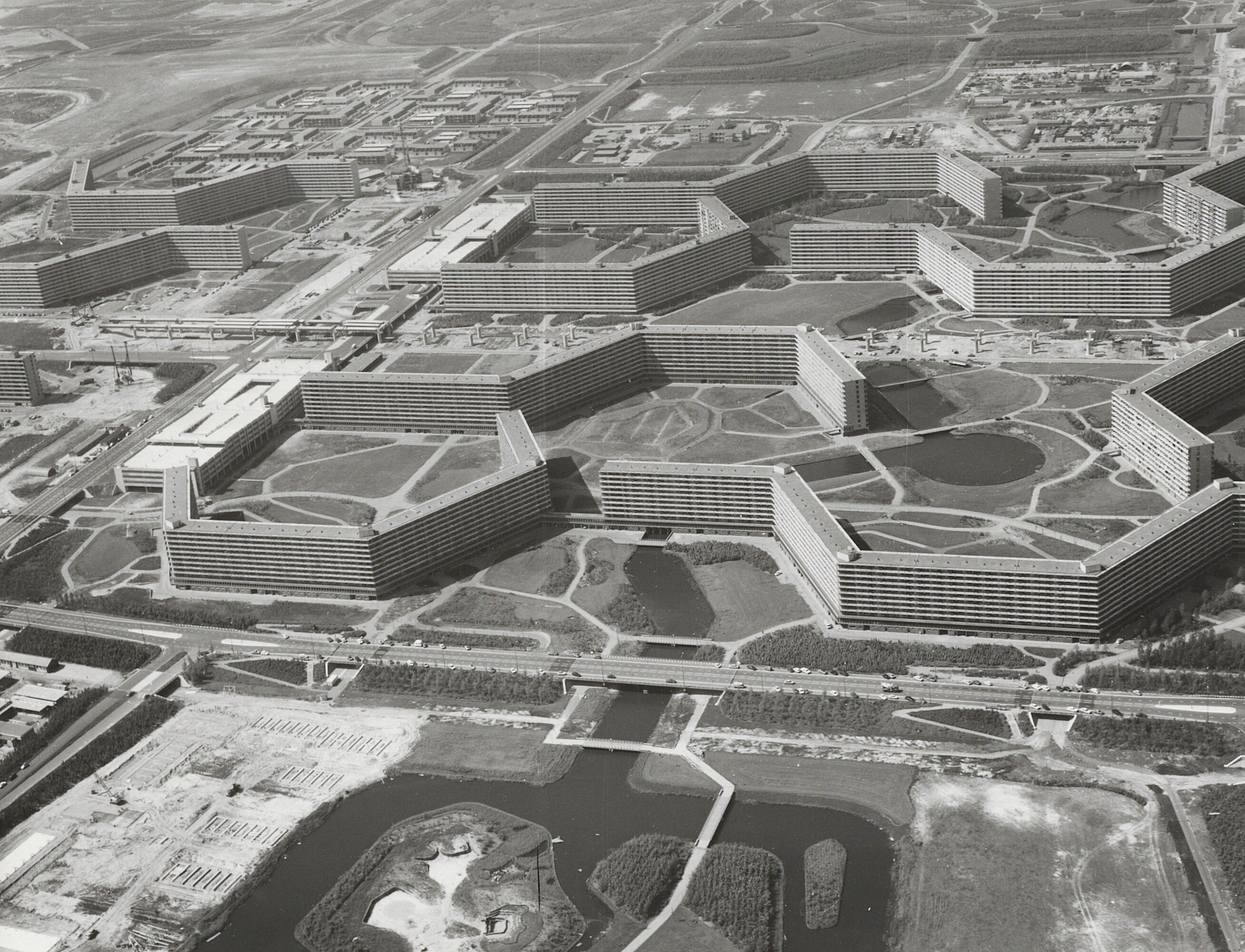
Op de voorgrond de ’s Gravendijkdreef met centraal een vierkant met bruggen 1022 (verkeersbruggen) en bruggen 1134 en 1135 (1973)

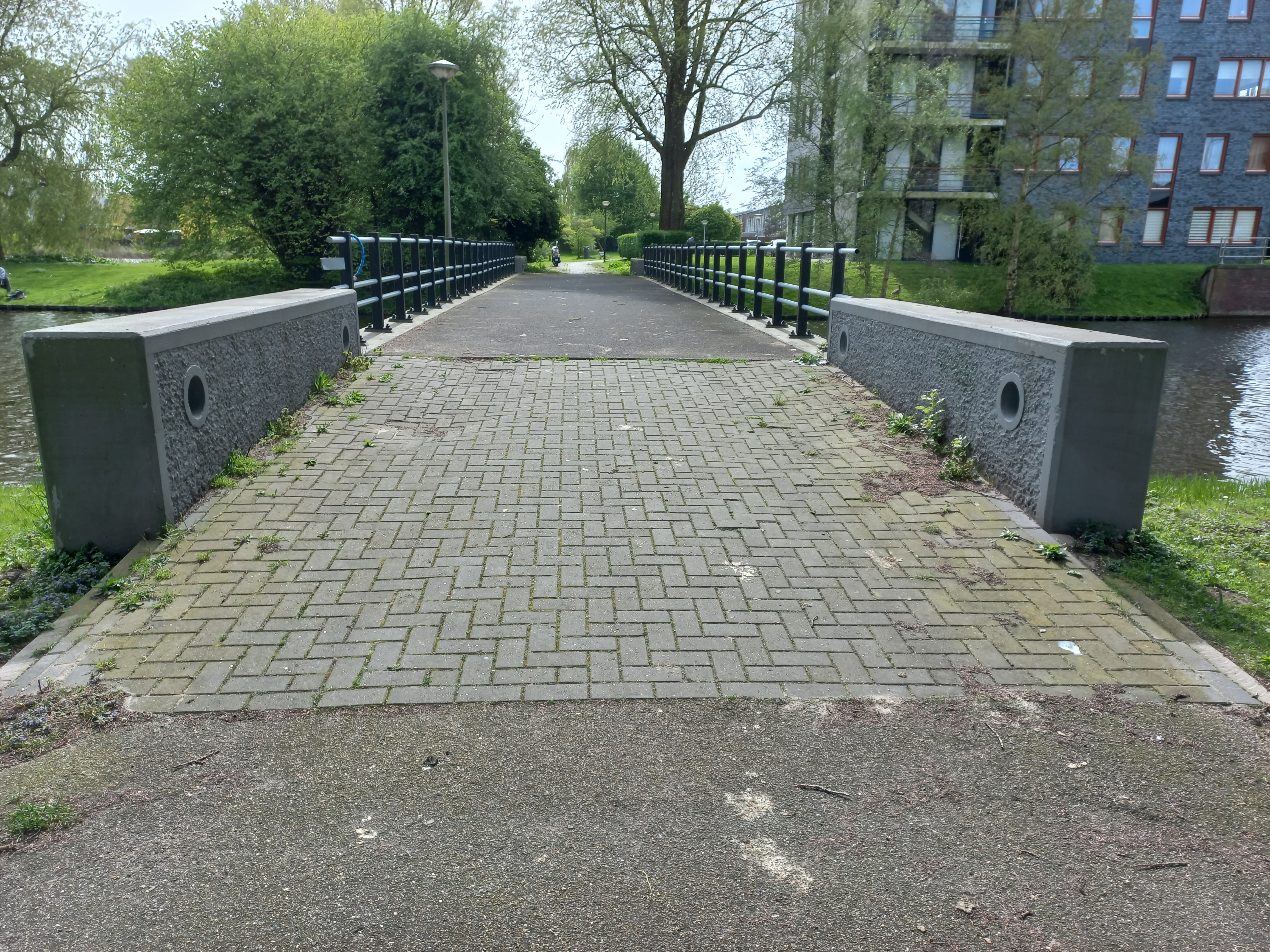
Brug 1134 met ankergaten in april 2024

Brug 1134 is een bouwkundig kunstwerk in Amsterdam-Zuidoost.
Bij de inrichting van de Bijlmermeer werd er een soort ringweg aangelegd, die de namen kreeg Bijlmerdreef, 's-Gravendijkdreef, Karspeldreef en Groesbeekdreef. Deze ringweg voor snelverkeer kwam op een dijklichaam te liggen, ter onderscheid van de infrastructuur voor voetgangers en fietsers, die op maaiveldniveau lag. Brug 1022 verzorgde in de 's-Gravendijkdreef de verbinding over een afwateringstocht annex siergracht, die dwars door het gehele gebied stroomt. Om voetgangers en fietsers de gelegenheid te geven dezelfde route te kunnen laten volgen kreeg die brug twee "assistenten" in de vorm van brug 1134 en brug 1135. Die kregen eenzelfde ontwerp, de zogenaamde maaiveldbruggen. De ontwerper Dirk Sterenberg met de Dienst der Publieke Werken, die deze bruggen ontwierp, kwam met een herkenbare brug waarvan er ook nog in de 21e eeuw talloze liggen, terwijl er ook een aantal zijn gesneuveld tijdens herinrichting van de wijk.
De maaiveldbruggen van Sterenberg zijn te herkennen aan de borstweringen met ankergaten; de specifieke leuningen en het geïntegreerde nummerplaatje. Bij sanering van de omgeving van de 's-Gravendijkdreef sneuvelde de originele versie van brug 1135, brug 1134 van 25 meter lengte en 4 meter breedte bleef liggen, mede doordat ze verbinding maakt met het fietspad richting de Bijlmerweide.       
<<< · 1100 · 1101 · 1107 · 1008 · 1009 · 1110 · 1111 · 1119 · 1121 · 1122 · 1123 · 1124 · 1125 · 1126 · 1127 · 1128 · 1129 · 1130 · 1131 · 1132 · 1133 · 1134 · 1135 · 1139 · 1140 · 1141 · 1142 · 1143 · 1144 · 1145 · 1146 · 1148 · 1149 · 1150 · 1151 · 1152 · 1153 · 1154 · 1155 · 1156 · 1157 · 1159 · 1162 · 1163 · 1164 · 1165 · 1167 · 1170 · 1171 · 1172 · 1173 · 1174 · 1175 · 1176 · 1177 · 1179 · 1180 · 1181 · 1182 · 1183 · 1184 · 1186 · 1187 · 1188 · 1189 · 1190 · 1191 · 1192 · 1193 · 1194 · 1195 · 1196 · 1197 · 1198 · 1199 · >>>
Brugnummers 1102-1106 (gesloopt), 1112-1118 (gesloopt), 1120, 1136-1138, 1145, 1147, 1158 (onbekend), 1160, 1161, 1166, 1168, 1169, 1178 en 1185 (voetbrug Bijlmerweide bouw 1970, sloop 2015) zijn niet (meer) vergeven.